# 串崎新田
串崎新田（くしざきしんでん）および串崎南町（くしざきみなみちょう）は、千葉県松戸市・鎌ケ谷市にある町名である。

## 郵便番号
松戸市
- 串崎新田 - 270-2216[2]
- 串崎南町 - 270-2215[4]

鎌ケ谷市
- 串崎新田 - 273-0127[7]

## 地理
松戸市の南東、および鎌ケ谷市の北西部に広がる。松戸と鎌ケ谷両市の串崎新田は飛び地状になっていて、松戸市は松飛台、鎌ヶ谷市は初富に分断されたような状態になっている。

## 歴史
串崎新田は江戸時代の亨保十五年に小金牧付代官であった小宮山杢進の検知高入れによって中野牧に成立した新田であり、江戸の町人善右衛門という人物が町人請負新田という形式で実施したものである。善右衛門は不在地主として小作人を入村させたが牧内の多数の鳥獣による被害で耕作放棄せざるをえなくなり、近隣の富農層に土地を譲渡した。新田の百姓たちは、いつしかその地勢を利用して松や椚を植林し、林畑経営を行うようになり、大量の松そだや薪、炭を生産して江戸市中の町民や行徳の製塩業者に販売するようになった。

## 世帯数と人口
2017年（平成29年）11月1日現在の世帯数と人口は以下の通りである。

### 松戸市
| 大字     | 世帯数  | 人口    |
| -------- | ------- | ------- |
| 串崎新田 | 886世帯 | 1,885人 |
| 串崎南町 | 694世帯 | 1,552人 |

### 鎌ケ谷市
| 大字     | 世帯数 | 人口 |
| -------- | ------ | ---- |
| 串崎新田 | 25世帯 | 65人 |

## 小・中学校の学区

### 松戸市
市立小・中学校に通う場合、学区は以下の通りとなる。
| 大字     | 番地 | 小学校               | 中学校               |
| -------- | ---- | -------------------- | -------------------- |
| 串崎新田 | 全域 | 松戸市立松飛台小学校 | 松戸市立牧野原中学校 |
| 串崎南町 | 全域 | 松戸市立松飛台小学校 | 松戸市立牧野原中学校 |

### 鎌ケ谷市
市立小・中学校に通う場合、学区は以下の通りとなる。
| 大字     | 番地 | 小学校               | 中学校               |
| -------- | ---- | -------------------- | -------------------- |
| 串崎新田 | 全域 | 鎌ケ谷市立西部小学校 | 鎌ケ谷市立第三中学校 |

## 交通

### 鉄道
町内を京成電鉄松戸線や北総鉄道北総線が通るが、駅はない。
最寄り駅は、串崎新田は北総線大町駅、京成松戸線くぬぎ山駅、北初富駅、串崎南町は北総線松飛台駅である。

### バス
- 京成バス千葉ウエスト松戸東営業所
  - 1A系統:五香駅 - 松飛台十字路 - 串崎入口 - 松飛台駅 - 紙敷車庫
  - 1B系統:五香駅 - 松飛台十字路 - 串崎入口 - 松飛台駅

### 道路
- 国道464号

## 施設
松戸市串崎新田
- 京成電鉄くぬぎ山車両基地
- 串崎車輌

松戸市串崎南町
- 佐渡ヶ嶽部屋